# サミュエル・セバスチャン・ウェスレー
サミュエル・セバスチャン・ウェスレー（Samuel Sebastian Wesley、1810年8月14日 - 1876年4月19日）は、イングランドのオルガニスト、作曲家。

## 生涯
ウェスレーはロンドンで生まれた。彼は作曲家のサミュエル・ウェスレーが妻のシャーロット（Charlotte）と離婚してサラ・スーター（Sarah Suter）と作った2つ目の家庭で、最初に生まれた子どもだった。サミュエル・セバスチャンはチャールズ・ウェスレーの孫息子にあたる。ミドルネームは父が生涯その音楽を敬愛し続けたヨハン・ゼバスティアン・バッハから取ったものであった。
少年期にチャペル・ロイヤルの合唱隊で歌った後、ウェスレーは音楽家としての道を歩むようになり、1832年にヘレフォード大聖堂のオルガニストに任用された。3年後にはエクセター大聖堂に移り、その後はリーズのセント・ピーター教会（1842年から）、ウィンチェスター大聖堂（1849年から）、グロスター大聖堂（1865年-1876年）での職に就いた。
生前は国内の指導的なオルガニスト、合唱指揮者として有名であったウェスレーは、イングランド国教会のためにほとんどおびただしい程の楽曲を作曲しており、これにより彼の記憶は大事にされ続けている。彼のよく知られるアンセムは「Thou wilt keep him in perfect peace」や「Wash me throughly」などである。また、彼はヴァース・アンセムとしてはかなり遅い時期の作品を書いており、そこでは1人または数人の声によるより小規模で親密な調子のパッセージで、ユニゾンと対位法的な箇所が対比される。「Blessed be the God and Father」や「The Wilderness」、「Ascribe unto the Lord」はかなりの長さを有する曲で、ホ長調の礼拝音楽も同様である。有名な短いアンセムの「Lead me, Lord」は、「Praise the Lord, O my soul」からの抜粋である。彼のオルガン独奏のための楽曲にも値打ちのある、リサイタルで演奏され続けている曲がある。
ウェスレーのキャリアで特筆すべき特徴は、平均律を嫌悪していたことである。この態度は、この調律法が大陸で受け入れられ、イングランドの多くの地域に広まって以降も数十年にわたって続いた。

## 音楽作品
主要作品を示す。

### アンセム
- The Wilderness （1832年）
- Blessed be the God and Father （1833年-1834年）
- Let us lift up our heart （1836年頃）
- O Lord, thou art my God （1836年頃）
- To my request and earnest cry （1836年頃）
- Wash me throughly （1840年頃）
- Cast me not away （1848年）
- The face of the Lord （1848年）
- Thou wilt keep him in perfect peace （1850年頃）
- Ascribe unto the Lord （1851年）
- I am thine, O save me （1857年）
- Praise the Lord, O my soul （1861年）
  - Lead me, Lord

### 礼拝音楽
- Morning and Evening Service in E （1845年）
- Short Full Service in F （1865年頃）

### オルガン曲
- "God Save the King"に基づく変奏曲とフーガ （1831年）
- 前奏曲とフーガ 嬰ハ短調 （1835年?）
- ラルゲット ヘ短調 （1835年頃）
- 「室内オルガンのための3つの小品 Three Pieces for a Chamber Organ」 第1巻 （1842年）
  - Choral Song
- 「室内オルガンのための3つの小品 Three Pieces for a Chamber Organ」 第2巻 （1843年）
  - ラルゲット 嬰ヘ短調

## 文学作品
- A Few Words on Cathedral Music and the Musical System of the Church, with a Plan of Reform （1849年）

## リーズでの生誕200年祭
2010年7月4日のリーズ、セント・ピーター教会の午後の礼拝から、ウェスレーの生誕200周年を祝う音楽祭が開催され、合唱リサイタルが催された。8月15日の礼拝はBBCラジオ4で放送された。午後にはリンドレー（Lindley）博士がウェスレーのオルガン作品の記念リサイタルを行い、9月13日にはリーズ・タウン・ホールでウェスレーの作品による記念リサイタルが開催された。